# Ucisk
Ucisk (kaszb. Ùcësk) – część kolonii Sitna Góra w Polsce, położona w województwie pomorskim, w powiecie kartuskim, w gminie Kartuzy, na obrzeżach Kaszubskiego Parku Krajobrazowego, na wąskim przesmyku lądowym między jeziorami Białym i Czarnym. Wchodzi w skład sołectwa Pomieczyńska Huta.
W latach 1975–1998 Ucisk administracyjnie należał do województwa gdańskiego.